# Echinaster callosus
Echinaster callosus är en sjöstjärneart som beskrevs av Marenzeller 1895. Echinaster callosus ingår i släktet Echinaster och familjen krullsjöstjärnor. Inga underarter finns listade i Catalogue of Life.